# Efolofo
Efolofo (ou Efolifo) est un village du Cameroun situé dans le département de la Meme et la Région du Sud-Ouest, à l'ouest du mont Cameroun. Il fait partie de la commune de Mbonge.

## Population
Le village comptait 161 habitants en 1953, puis 80 en 1967, principalement des Bamboko.
Lors du recensement de 2005 (RGPH3), 340 personnes y ont été dénombrées.